# Aprilți, Kărdjali
Aprilți (în bulgară Априлци) este un sat în comuna Kirkovo, regiunea Kărdjali,  Bulgaria. 

## Demografie
Componența etnică a satului Aprilți
     Bulgari (15,04%)
     Nicio identificare (84,95%)
     Altele (0%)
La recensământul din 2011, populația satului Aprilți era de 113 locuitori. Nu există o etnie majoritară, locuitorii fiind  și bulgari (15,04%).. Pentru 84,95% din locuitori nu este cunoscută apartenența etnică.